# Aphelidesmus atratus
Aphelidesmus atratus är en mångfotingart som först beskrevs av Pocock 1900.  Aphelidesmus atratus ingår i släktet Aphelidesmus och familjen Aphelidesmidae. Inga underarter finns listade i Catalogue of Life.